# Raymond Albert Bérenger
Raymond Albert Ernest Bérenger est un homme politique français né le 3 avril 1886 à Dreux (Eure-et-Loir), mort à Saint-Georges-Motel (Eure) le 31 octobre 1965.

## Biographie
Fils d'un cordonnier de Dreux, il y naît rue Parisis et fréquente l'école de la rue Godeau. Employé aux écritures à l'entrepôt de tabacs de Dreux, il devient aide-comptable à Paris en 1904, puis devient comptable et fondé de pouvoir dans l'importante graineterie  Tanqueray de Nonancourt, jusqu'en 1930.

Il est élu député d'Eure-et-Loir de 1933, succédant à Maurice Viollette qui a choisi de devenir sénateur. Il est réélu en 1936 et le reste jusqu'en 1940. Il est élu la première fois sous l'étiquette SFIO, puis il quitte ce parti et adhère aux Républicains socialistes.
Le 10 juillet 1940, il vote pour les pleins pouvoirs en faveur du maréchal Pétain. Son inéligibilité, liée à ce vote, est maintenue en 1945.

## Sources
- « Raymond Albert Bérenger », dans le Dictionnaire des parlementaires français (1889-1940), sous la direction de Jean Jolly, PUF, 1960 [détail de l’édition]